# Pere Soto i Tejedor
Pere Soto i Tejedor (Badalona, 1958) és un guitarrista, compositor, arranjador, productor musical i pedagog català. De formació autodidacta, ha esdevingut un dels principals representants del gypsy jazz a la Península Ibèrica. També ha rebut reconeixement internacional que l'ha portat a fer concerts, classes magistrals i enregistraments en diversos països. Com a compositor té al voltant de 1.800 obres registrades a l'SGAE, entre temes de jazz i obres de música clàssica.

## Biografia i carrera musical
Va començar a tocar la guitarra des d'una edat primerenca, sempre de forma autodidacta. Les seves primeres experiències es van centrar en el món del rock i el blues, tot i que sempre va demostrar una gran inquietud per a tots els gèneres musicals.
L'any 1982 va crear el grup Django's Castle, amb qui va gravar set discos en set anys a partir de l'any 2001 i va fer concerts tant per Europa com per Amèrica, tot amb gran reconeixement: RNE-Ràdio 4 va nomenar el seu disc Coincidències (1989) com a millor disc de l'any a Catalunya; això també el va portar a obrir la seva carrera a l'escena europea.
Paral·lelament, l'any 1983 es va centrar en la descoberta de la música de J.S. Bach amb la qual quedà impressionat per la seva força espiritual i per l'enorme potència musical. Així es va introduir poc a poc en el món dels clàssics estudiant a fons la música dels grans mestres de totes les èpoques fins a arribar als més reconeguts compositors del segle XX com Charles Ives, Olivier Messiaen i Alfred Schnittke, alguns dels grans mestres dels quals va rebre una important influència estètica.
L'any 1992 va passar definitivament a l'escena americana amb el reconeixement de la Jazz South Federation (Estats Units), que va seleccionar Metanoic (Pere Soto & Bill Gerhardt Quartet) com a millor disc del mes del mateix any. Des d'aleshores va participar a festivals de renom internacional com ara el North Sea Jazz Festival (amb Big John Patton) l'any 1999, el San Francisco DjangoFest i Los Angeles DjangoFest.
L'any 2000 va anar a Mèxic on hi va estrenar el seu Quartet de Corda n. 2 a Ciutat de Mèxic on, a partir d'aquest moment, hi passa llargues temporades impartint classes i seminaris arreu del país i des d'aleshores passa part de l'any entre l'escena europea i la mexicana.
Pel que fa a la seva vessant pedagògica, va ser professor del Taller de Músics, del Centre d'Estudis Facultat Musical del Vallès (Sant Cugat del Vallès), de l'Escola Anglada de Terrassa i ha impartit classes magistrals tant a Catalunya com als EUA, Holanda i Mèxic. A més a més, ha publicat la seva pròpia col·lecció de material didàctic editant-la directament a Amazon.
L’any 2017 la seva música d'estil gypsy va ser escollida com a principal banda sonora de la pel·lícula hondurenya-americana Un Lugar en el Caribe, amb una distribució inicial a llatinoamèrica i EUA.

## Obra
Se'l coneix en l'escena internacional per la seva flexibilitat estètica que abasta estils tan diversos com el gypsy jazz, el free-jazz, l'avant-garde, el jazz fusió o el bebop, i en el terreny de la música clàssica els gèneres de contemporània, electroacústica i estils del segle XX en general.
Les seves influències són diverses tant en el terreny del Jazz com en el de la composició. En destaquen entre d'altres J.S. Bach, W.A. Mozart, Gustav Mahler, Frank Zappa, Alois Haba, Django Renihardt, John McLaughlin, Eric Clapton, The Beatles, Wes Montgomery, Joe Pass, Thelonious Monk, Antonio Carlos Jobim, Charlie Parker, John Coltrane o Eric Dolphy.

### Discografia principal
| Títol                              | Any  | Intèrpret                                                      | Discogràfica         |
| ---------------------------------- | ---- | -------------------------------------------------------------- | -------------------- |
| Remisotopos. Ida y Vuelta*         | 2021 | Pere Soto                                                      |                      |
| Remisotopos II*                    | 2020 | Pere Soto                                                      |                      |
| Sailing*                           | 2019 | Pere Soto Trio                                                 |                      |
| Ballads*                           | 2019 | Pere Soto                                                      |                      |
| Chamber*                           | 2017 | Pere Soto, Walter Lampe, Arjen Gorter, Alex Coke, George Hadow |                      |
| Still Here                         | 2017 | Pere Soto & Josep Traver                                       | Temps RECORD         |
| Natural*                           | 2017 | Patricia Teles & Pere Soto                                     |                      |
| Standards in San Miguel de Allende | 2016 | Pere Soto & Ken Basman                                         |                      |
| Fusió                              | 2016 | Pere Soto & Pep Lluís Guardiola                                | Ars Harmonica        |
| Galaxian Swinger                   | 2016 | Pere Soto                                                      |                      |
| Cosmic Goulash                     | 2014 | Pere Soto                                                      | Discordian Records   |
| Pere Soto amb Amics                | 2014 | Pere Soto                                                      | Ars Harmonica        |
| Tres Mamuts a Liliput              | 2011 | Pere Soto & Django's Castle                                    |                      |
| Duets Manouche                     | 2010 | Pere Soto & Josep Traver                                       | autoedició           |
| Swing Hotel du Vin                 | 2010 | Django's Castle with Bruce Adams                               | Big Bear Records     |
| Remisotopos                        | 2009 | Remi Álvarez & Pere Soto                                       | Intolerancia Records |
| Oasis                              | 2009 | David Valdez & Pere Soto                                       | Diatic Records       |
| Swing Gitane                       | 2007 | Pere Soto & Django's Castle                                    | Blau Records         |
| Blue Drag                          | 2006 | Django's Castle                                                | Satchmo              |
| Caliquenyo del Califa              | 2004 | Django's Castle                                                | Taller de Músics     |
| Prisoners of Love                  | 2002 | Django's Castle                                                | Imagen               |
| Nuages                             | 2001 | Django's Castle                                                | Satchmo              |
| Particular Vernacular              | 1994 | Pere Soto & Bill Gerhardt Quartet                              | Planet X New York    |
| Metanoic                           | 1992 | Pere Soto & Bill Gerhardt Quartet                              | Riff                 |
| Coincidències                      | 1989 | Pere Soto Grup                                                 | Berman Int.          |

*Format digital

### Edicions
| Títol                    | Instruments              | Any  | Edició              |
| ------------------------ | ------------------------ | ---- | ------------------- |
| Set miniatures           | guitarra clàssica        | 1988 | Clivis Publicacions |
| Fantasia núm. 1 - Vida   | piano                    | 1999 | Clivis Publicacions |
| String Quartet Nr. 2     | quartet de corda         | 1999 | Clivis Publicacions |
| Catalonia Sax Quartet    | quartet de saxos         | 2007 | Clivis Publicacions |
| ProTostonFera            | 1 percussionista         | 2008 | Clivis Publicacions |
| Salve Regina             | cor femení i orgue       | 2008 | La mà de guido      |
| Eva-lution / Adam-lution | contrabaix               | 2011 | Clivis Publicacions |
| MicroDuets               | flauta i violoncel       | 2012 | Clivis Publicacions |
| Colom-biZ                | quartet de guitarres     | 2012 | Clivis Publicacions |
| Django a l'Havana        | quartet de corda         | 2013 | Clivis Publicacions |
| Escherichia coli         | flauta, guitarra i violí | 2013 | La mà de guido      |
| Perictlus                | guitarra i orquestra     | 2014 | La mà de guido      |

Es pot consultar la llista completa de composicions aquí Arxivat 2021-09-27 a Wayback Machine..